# Scooby-Doo és a tavi szörny átka
A Scooby-Doo és a tavi szörny átka (eredeti cím: Scooby-Doo! Curse of the Lake Monster) 2010-ben bemutatott amerikai televíziós filmvígjáték, amelynek a rendezője Brian Levant, a producerei Brian Gilbert és Brian Levant, az írói Daniel Altiere és Steven Altiere, a zeneszerzője David Newman. A film a Cartoon Network, az Atlas Entertainment, a Nelvan Productions és a Nine/8 Entertainment gyártásában készült, a Warner Premiere forgalmazásában jelent meg.
Az Amerikai Egyesült Államokban 2010. október 16-án a Cartoon Network mutatta be. Magyarországon a DVD-n jelent meg 2011. március 16-án.

## Szereplők
| Szerep          | Színész          | Magyar hang        |
| --------------- | ---------------- | ------------------ |
| Scooby-Doo      | Frank Welker     | Vass Gábor         |
| Bozont Rogers   | Nick Palatas     | Fekete Zoltán      |
| Fred Jones      | Robbie Amell     | Markovics Tamás    |
| Vilma Dinkley   | Hayley Kiyoko    | Madarász Éva       |
| Diána Blake     | Kate Melton      | Hámori Eszter      |
| Thorny bácsi    | Ted McGinley     | Juhász György      |
| Elmer Uggins    | Richard Moll     | Szokolay Ottó      |
| Hilda Trowburg  | Marion Ross      | Menszátor Magdolna |
| Wanda Grubworth | Beverly Sanders  | Kassai Ilona       |
| Szenátor        | Nichelle Nichols | Halász Aranka      |